# جيريمياه ديفيس
جيريمياه ديفيس (بالإنجليزية: Jeremiah Davis)‏ هو سياسي أمريكي، ولد في 12 يونيو 1826 في هورنيلسفيل في الولايات المتحدة، وتوفي في 22 سبتمبر 1910 في روكفورد في الولايات المتحدة. حزبياً، نشط في الحزب الجمهوري. وقد انتخب عضو مجلس نواب إلينوي.